# لی کوپر
لی کوپر (انگلیسی: Lee Cooper) شرکت پوشاک بریتانیایی است، که در سال ۱۹۰۸ تأسیس شد.